# Kristina iz Pizana
Kristina iz Pizana (Venecija, Italija, 1354. – Poissy, Francuska, 1430.) bila je književnica i filozofkinja kasnog srednjeg vijeka. Talijanskog je podrijetla, živjela je i radila na dvoru francuskih kraljeva: Karla V., Karla VI. i Karla VII. Ona je preteča modernog feminizma, prva žena koja se autoritativno suprotstavila mizoginiji. Pisala je poeziju i prozu, uključujući biografije i knjige s praktičnim savjetima za žene. U svojoj tridesetogodišnjoj karijeri iza sebe je ostavila 41 djelo.
Kristina iz Pizana bila je kći talijanskog znanstvenika Tomasa iz Pizana. Rođena je u Veneciji, no ubrzo nakon toga njezin se otac zaposlio kao liječnik, alkemičar i astrolog na dvoru francuskog kralja Karla V. Kada je imala četiri godine, počela je svoje obrazovanje, a mogla je koristiti i kraljevsku knjižnicu, u to vrijeme jednu od najboljih u Europi. Kristinu su odmalena zanimali jezici i književnost, a imala je priliku upoznati se s djelima Dantea, Petrarke i Boccaccia.
S 15 godina, 1380. godine, udala se za tajnika kralja Karla V., no deset godina kasnije, s 25 godina, ostala je udovica s troje male djece. Nekoliko godina ranije umro joj je i otac, pa s te strane nije mogla dobiti podršku. Kako bi uzdržavala sebe i svoju obitelj počela je pisati. U početku je pisala pjesme po narudžbi, uglavnom za članove kraljevske obitelji. Pisao je sljedećih trideset godina, od 1399. do 1429., napisavši 41 djelo.
Prva je žena u povijesti za koju se sa sigurnošću može reći da je po profesiji književnica, a ostat će zapamćena i po tome što je bila jedna od prvih koja se zalagala za poboljšanje položaja žena u društvu.